# Christian Reslow
Christian Reslow (født 1985) er en dansk forfatter, der debuterede i 2010 med Science-Fantasythrilleren Miraklets Fald.
Christian Reslow er oprindeligt fra byen Skive i Midtjylland, men er i øjeblikket bosiddende i Højslev.